# اختطاف الأطفال
اختطاف الأطفال أو سرقة الأطفال هو انتزاع قاصر (طفل لم يبلغ بعد سن الرشد) من حضانة الوالدين الشرعيين للطفل أو الأوصياء عليه الموكلين قانونيًا برعايته دون وجه حق.
طبقًا للمركز الوطني الأمريكي للأطفال المفقودين والمستغَلين، يقدّر عدد الأطفال الذين يتم اختطافهم سنويًا في الولايات المتحدة 800,000 طفل، ويتم استعادة 97% منهم.
يمكن تصنيف مصطلح اختطاف الأطفال إلى مجموعتين قانونيتين واجتماعيتين؛ حيث تختلف كل منهما باختلاف مرتكبيها وهما: الاختطاف على أيدي أحد أفراد أسرة الطفل أو الاختطاف الذي يقوم به غرباء:
- اختطاف الأطفال على أيدي أحد الوالدين: تتمثل في انتزاع حضانة طفل دون وجه حق يقوم بها أحد أقربائه (عادةً الوالدين) دون توافق بين الوالدين وبما يتنافى مع أحكام قانون الأسرة، والذي يقضي بحرمان الوالد الآخر من رعاية الطفل أو الوصول إليه أو الاتصال به. ويحدث هذا النوع في حال انفصال أو طلاق الوالدين، قد يضم هذا النوع من اختطاف الأطفال الأسري أو الأبوي الاغتراب عن أحد الوالدين، وهو شكل من أشكال الاعتداء على الأطفال يهدف إلى فصل الطفل عن الوالد المستهدف والجانب المُساء سمعته من الأسرة.
- الخطف أو الاختطاف الذي يقوم به مجموعة من الغرباء (من خارج أفراد الأسرة أو الأوصياء الشرعيين أو القانونيين) الذين يقومون بسرقة طفل لأغراض إجرامية قد يكون من بينها:
  - الابتزاز، للحصول على فدية من الأوصياء في مقابل عودة الطفل.
  - التبني غير القانوني؛ حيث يقوم شخص غريب بسرقة طفل بقصد تربيته كما لو كان ملكًا له أو بقصد بيعه لأحد الوالدين بالتبني.
  - الاتجار بالبشر، شخص غريب يقوم بسرقة الأطفال بقصد استغلالهم أو الاتجار بهم، ومن بين قائمة الاعتداءات المحتملة العبودية، والعمالة القسرية، والتحرش الجنسي، أو قد يبلغ الأمر حد تجارة الأعضاء غير المشروعة.
  - القتل

## أعمال الخطف على أيدي الغرباء
تتمثل النسخة النمطية من خطف الأطفال على أيدي الغرباء في الشكل الكلاسيكي من «الاختطاف،» يوضحه مثال اختطاف ليندبيرج، حيث يتم احتجاز الأطفال ونقلهم إلى مسافة معينة والإبقاء عليم بقصد الحصول على فدية أو بقصد الاحتفاظ بهم بشكل دائم. وتعتبر هذه الحالات نادرة الحدوث. ومع ذلك، تعد حالات خطف الأطفال على أيدي شخص أو أشخاص غرباء ذوي طبيعة مختلفة أمرًا ليس نادر الحدوث كما أنه أكثر شيوعًا في المجتمع مقارنةً بالحالات التي يتم الإبلاغ عنها.
فالجزائر مثلا شهدت هذه الظاهرة في الأعوام الأخيرة، راح ضحيتها عدة أطفال أبرياء لا ذنب لهم.

### خطف الأطفال بغرض الحصول على فدية: الولايات المتحدة

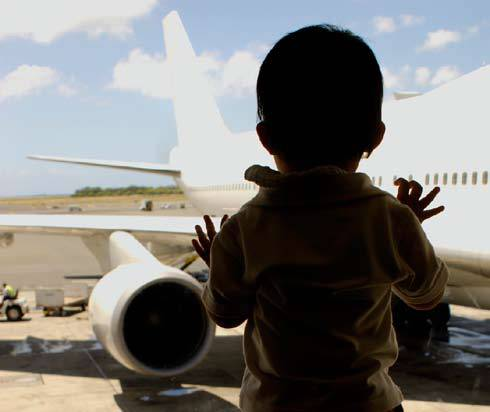
صورة من تقارير الامتثال لاتفاقية لاهاي الأمريكية المتعلقة بالاختطاف من اتفاقية لاهاي المتعلقة بالجوانب المدنية للاختطاف الدولي للأطفال

لقد كانت قضية «بول» لعام 1819 أول حادثة اختطاف لطفل على يد شخص غريب بغرض الحصول على فدية من والديه والتي ذاع صيتها بشكل كبير على الصعيد الوطني، حيث وقعت أحداثها في بالتيمور، ميريلاند. فقد تم اختطاف الطفلة مارجريت بول، البالغة من العمر 20 شهرًا، في 20 مايو على يد نانسي جامبل (البالغة من العمر 19 عامًا) وتم إخفاؤها بمساعدة ماري توماس. وفي 22 مايو، قام الوالدان، جايمس وماري بول، بنشر إعلان في صحيفة بالتيمور باتريوت عارضين مكافأة 20 دولارًا أمريكيًا لمن يقوم بإرجاع ماري. وعندما تمت استعادة الطفلة في 23 مايو نتيجة الجهود المبذولة بواسطة أفراد المجتمع والذين قاموا بالبحث عن الطفلة- تبين أن الطفلة تم جلدها بشدة بواسطة جامبل وأسفر هذا الجلد عن جروح دامية في جسدها. وتمت محاكمة كل من جامبل وتوماس بتهمة الاختطاف وثبت إدانتهما بهذا الجُرم. وفيما بعد، تبين أن الدافع من هذه الجريمة مادي. فقد قامت المتهمة باختطاف الطفلة بنية الانتظار لحين الإعلان عن المكافأة، ثم تقوم بإرجاعها والحصول على المال. وهذا أسلوب يفضله الكثير من خاطفي الأطفال بغرض الحصول على فدية قبل أن تصبح وسيلة استخدام «المطالب المكتوبة للحصول على فدية» الطريقة المفضلة عندهم.[بحاجة لمصدر] ووردت تفاصيل جريمة نانسي جامبل والمحاكمة التي تلت ذلك في صحيفة بالتيمور باتريوت (26 يونيو 1819). وقد أعيد نشر مقالة 26 يونيو، فضلًا عن غيرها من المقالات التي تناولت هذه القضية التي قد وردت في باتريوت, في صحف موجودة بولايات أخرى ومن بينها: كونيتيكت وميريلاند وماساتشوستس ونيو هامبشاير ونيو جيرسي ونيويورك وبنسلفانيا وفيرمونت وفرجينيا وواشنطن العاصمة.

### الأطفال المخطوفون بأغراض الاستعباد
هناك العديد من التقارير التي تفيد بأن اختطاف الأطفال بأغراض استخدامهم أو بيعهم كـ عبيد أمر شائع الحدوث في بعض أنحاء أفريقيا.
فيشتهر جيش الرب الأوغندي، وهو جماعة متمردة شبه عسكرية تنتشر بصورة رئيسية في شمال أوغندا، بقيامه باختطاف الأطفال لاستخدامهم كجنود أطفال أو عبيد للجنس. وطبقًا لصحيفة سودان تريبيون، اعتبارًا من عام 2005، تم اختطاف ما يزيد عن 30000 طفل بواسطة جيش الرب الأوغندي بزعامة جوزيف كوني.

### اختطاف الأطفال على أيدي الغرباء بغرض تربيتهم
قد تؤدي أعداد قليلة للغاية من عمليات الاختطاف التي يقوم بها في معظم الأحيان السيدات اللائي يقمن باختطاف الرضّع (أو الأطفال الصغار الآخرين) إلى قيامهن بتربيتهم وكأنهم أبناؤهن. وغالبًا ما تكون تلك السيدات غير قادرات على إنجاب أطفال، أو تعرضوا للإجهاض، ويرغبن في إشباع حاجتهم النفسية الناقصة عن طريق اختطاف الأطفال بدلًا من تبنيهم. وغالبًا ما تكون هذه الجريمة متعمدة، في حالة السيدات اللائي يقمن بالتظاهر بالحمل لتقليل فرصة الشك فيهن عندما يظهر الطفل بالمنزل.
وتاريخيًا، قبلت أعداد قليلة من الدول ممارسة عملية خطف الأطفال باعتبارها شكلًا من أشكال معاقبة معارضيها السياسيين أو بغرض التكسب منها. ولقد تمثلت أبرز حالة في إسبانيا في فترة فرانكو، حيث تم خلالها اختطاف نحو 300000 طفل من والديهم.
ومن بين عمليات الخطف الأخرى عرض الأطفال، عن طريق عمليات بيع الأطفال، ليتبناهم أشخاص آخرون، وفي كثير من الأحيان لا يكون الأمر متعمَدًا من قِبل الوالدين الجدد.
لتقليل فرصة الشك فيهن عندما يظهر الطفل بالمنزل.
وتاريخيًا، قبلت أعداد قليلة من الدول ممارسة عملية خطف الأطفال باعتبارها شكلًا من أشكال معاقبة معارضيها السياسيين أو بغرض التكسب منها. ولقد تمثلت أبرز حالة في إسبانيا في فترة فرانكو، حيث تم خلالها اختطاف نحو 300000 طفل من والديهم.
ومن بين عمليات الخطف الأخرى عرض الأطفال، عن طريق عمليات بيع الأطفال، ليتبناهم أشخاص آخرون، وفي كثير من الأحيان لا يكون الأمر متعمَدًا من قِبل الوالدين الجدد.
طفل من والديهم.
ومن بين عمليات الخطف الأخرى عرض الأطفال، عن طريق عمليات بيع الأطفال، ليتبناهم أشخاص آخرون، وفي كثير من الأحيان لا يكون الأمر متعمَدًا من قِبل الوالدين الجدد.
لتقليل فرصة الشك فيهن عندما يظهر الطفل بالمنزل.
وتاريخيًا، قبلت أعداد قليلة من الدول ممارسة عملية خطف الأطفال باعتبارها شكلًا من أشكال معاقبة معارضيها السياسيين أو بغرض التكسب منها. ولقد تمثلت أبرز حالة في إسبانيا في فترة فرانكو، حيث تم خلالها اختطاف نحو 300000 طفل من والديهم.
ومن بين عمليات الخطف الأخرى عرض الأطفال، عن طريق عمليات بيع الأطفال، ليتبناهم أشخاص آخرون، وفي كثير من الأحيان لا يكون الأمر متعمَدًا من قِبل الوالدين الجدد.

## اختطاف الأطفال على أيدي أحد الوالدين
حتى الآن، يتمثل النوع الأكثر شيوعًا من خطف الأطفال في الاختطاف الذي يتم على أيدي أحد الوالدين (حيث بلغ العدد 200000 حالة في عام 2010 فقط) وغالبًا ما يتم ذلك عندما ينفصل الزوجان أو عندما يبدءون في إجراءات الطلاق. فقد يلجأ أحد الوالدين إلى انتزاع الطفل من الطرف الآخر أو الاحتفاظ به في سبيل الفوز بميزة تخدمه في إجراءات حضانة الطفل المرتقبة أو المعلقة أو أن هذا الوالد يخشى فقدان الطفل في إجراءات حضانة الطفل المرتقبة أو المعلقة تلك؛ وقد يمتنع أحد الوالدين عن إعادة الطفل بعد انتهاء زيارة الوصول أو قد يهرب بالطفل للامتناع عن زيارة الوصول أو الخوف من ممارسة العنف المنزلي أو الاعتداء ضدهم.
وقد تقع عمليات اختطاف الأطفال على يد أحد الوالدين داخل نفس المدينة أو في نفس المنطقة أو داخل نفس الدولة أو قد يكون خارج الدولة. وأفادت الدراسات التي أجراها مكتب قضاء الأحداث ومنع الانحراف التابع لـ وزارة العدل الأمريكية أنه في عام 1999، اختفت نسبة 53% من الأطفال المخطوفين على أيدي أسرهم مدة أقل من أسبوع واحد، في حين 21% منهم اختفوا مدة تصل حتى شهر واحد أو أكثر من ذلك.

### الاختطاف الدولي للأطفال
يحدث الاختطاف الدولي للأطفال عندما يقوم أحد الوالدين أو قريب الطفل أو أحد معارفه بمغادرة البلاد بالطفل أو الأطفال في انتهاك للحكم بالحضانة أو أمر الزيارة. وهناك حالة أخرى ذات صلة متمثلةً في الاحتفاظ بالأطفال؛ حيث يأخذهم أحد الوالدين في عطلة مزعومة خارج البلاد ولا يتم إرجاعهم.
وعلى الرغم من أن عدد حالات الاختطاف الدولي للأطفال والتي تتجاوز 600000 حالة سنويًا يعد صغيرًا مقارنةً بالحالات العادية، إلا أن تلك الحالات أكثر صعوبة في حلها نظرًا لإشراك السلطات القضائية الدولية المتنازعة في الأمر. وتضم ثلثي حالات اختطاف الأطفال على يد أحد الوالدين حالات تقوم بها الأمهات اللائي يزعمن غالبًا ممارسة العنف المنزلي ضدهن. حتى في حالة وجود اتفاقية معاهدة لعودة الطفل، فقد تحجم المحكمة عن عودة الطفل إذا أسفرت عودته عن انفصال الطفل بشكل دائم عن موفر الرعاية الأساسي الخاص به. ويحدث ذلك في حالة ما إذا واجه الوالد الخاطف ملاحقة جنائية أو ترحيلًا بالعودة إلى الموطن الأصلي للطفل.
تعد اتفاقية لاهاي المتعلقة بالجوانب المدنية للاختطاف الدولي للأطفال معاهدة دولية متعلقة بحقوق الإنسان وآلية قانونية تهدف إلى استعادة الأطفال المخطوفين إلى دولة أخرى. ومع ذلك، لا يمكن لاتفاقية لاهاي توفير المساعدة في كثير من حالات الاختطاف، الأمر الذي يدفع بعض الآباء إلى استئجار جهات خاصة لمساعدتهم على عودة أطفالهم. وظهرت أول عملية استعادة سرية لطفلة عندما استجاب دون فيني، فدائي الدلتا السابق، لنداء الأم البائسة؛ حيث تمكن من تحديد موقع ابنتها المخطوفة وإعادتها من الأردن في ثمانينيات القرن العشرين. فقد تمكن فيني بنجاح من تحديد موقع الطفلة واستعادتها. وأدى الفيلم والكتاب الذي يتناول الحديث عن أعمال فيني البطولية إلى لجوء آباء بائسين آخرين إليه ليساعدهم في استرداد أطفالهم.
بحلول عام 2007، بدأت كل من الولايات المتحدة والسلطات الأوروبية والمنظمات غير الحكومية اهتمامًا جادًا في استخدام جهود الوساطة كوسيلة يمكن من خلالها التوصل لحل بشأن حالات الاختطاف الدولي للأطفال. وقد كان التركيز الأساسي على حالات لاهاي. علاوةً على ذلك، تم اختبار مدى تطور تطبيق نظام الوساطة في حالات لاهاي، تلك الحالات الملائمة لتطبيق مثل هذا النهج، وأفادت منظمة «جمع الشمل», وهي منظمة غير حكومية مقرها لندن تهدف إلى توفير الدعم في حالات الاختطاف الدولي للأطفال، بأن نظام الوساطة ذلك أثبت نجاحه في تلك الحالات. وقد أثمر هذا النجاح المذكور عن إنشاء التدريب الدولي الأول من نوعه للقيام بجهود الوساطة عبر الحدود في عام 2008، برعاية المركز الوطني الأمريكي للأطفال المفقودين والمستغَلين. وانعقد هذا التدريب في كلية الحقوق بجامعة ميامي وحضره محامون وقضاة ووسطاء معتمدون ممن يهتمون بقضايا الاختطاف الدولي للأطفال.
إن الاختطاف الدولي للأطفال ليس بالأمر الجديد؛ فقد تم توثيق حالة الاختطاف الدولي للأطفال على متن سفينة تايتانيك. وبرغم كل الجهود المبذولة، لا يزال الاختطاف الدولي للأطفال في حالة تزايد مستمر نظرًا لسهولة السفر الدولي وزيادة حالات الزيجات من ثقافتين مختلفتين وارتفاع معدل الطلاق. كذلك، يتم تعريف اختطاف الأطفال على أيدي أحد الوالدين باعتباره إساءة معاملة الأطفال.

## المنظمات

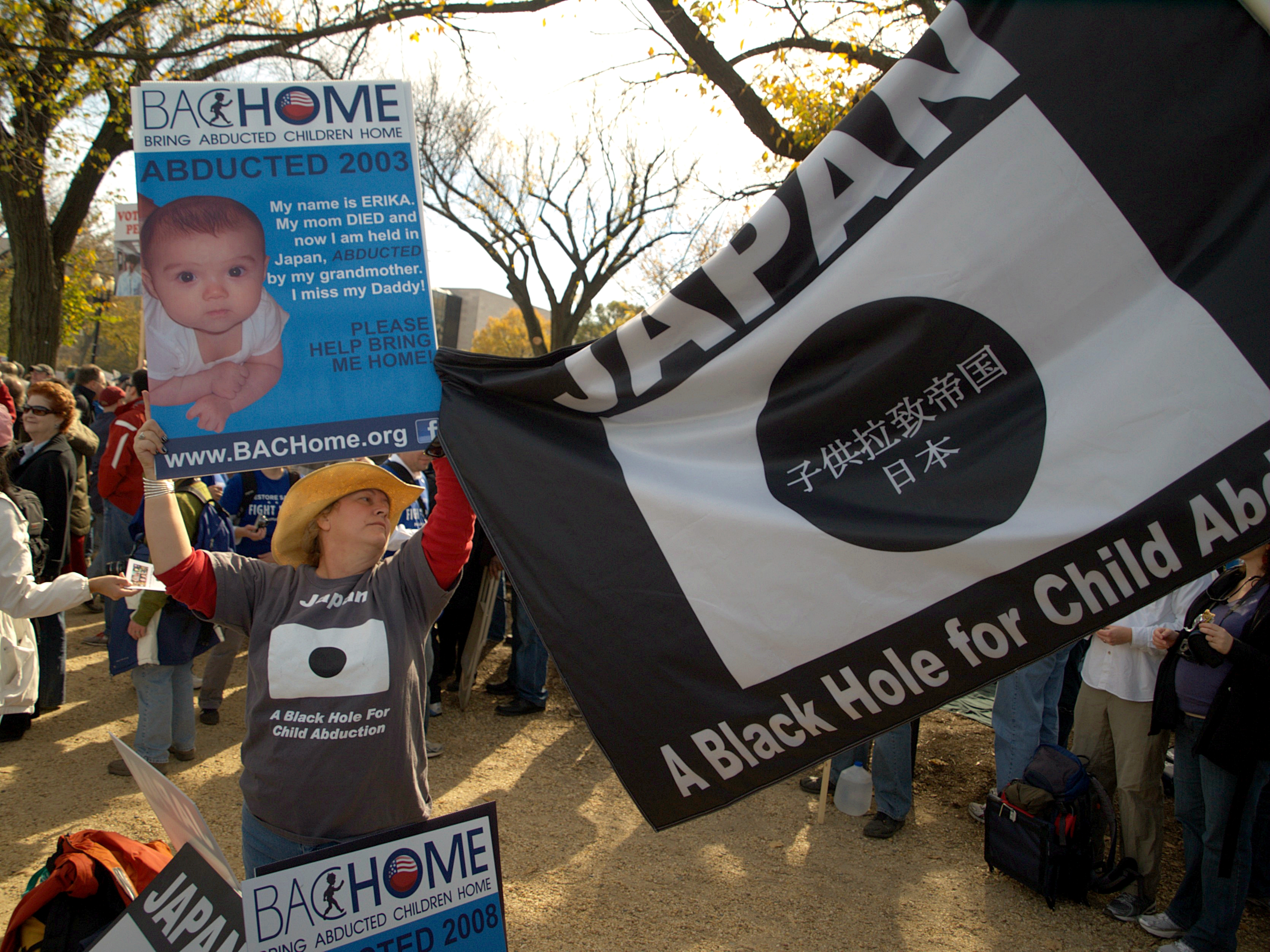
صور من مظاهرة حاشدة لاستعادة التعقل و/أو الخوف

قامت المنظمات بإنشاء مواقع إلكترونية يمكن للمستخدمين الاعتماد عليها في الحصول على المعرفة اللازمة وللمساهمة في وضع حد لحالات اختطاف الأطفال. ومن بين هذه المنظمات: الجمعية المعنية باسترداد الأطفال أو ARC، وحركة كفى يعني كفى والمركز الوطني للأطفال المفقودين والمستغَلين، الذي اشترك مع المجتمع عبر الإنترنت، والملائكة المختطفين بالمملكة المتحدة وماي سبيس للمساعدة في جعل الإنترنت مكانًا آمنًا للأطفال. ومن الشركات المعروفة في هذا المجال المجموعة العالمية ABP المحدودة.
اختطاف الأطفال هو الأخذ غير المصرح به للقاصرين (الأطفال الذين تقل أعمارهم عن سن الرشد القانوني) من عهدة الآباء الطبيعيين أو الأوصياء المعينين قانونا.
في الولايات المتحدة الأمريكية ووفقا للمركز الوطني الأمريكي للأطفال المفقودين والمستغلين، يتم اختطاف ما يقدر ب 800,000 طفل سنويا يتم استرداد 97٪ منهم.
تعاني الأسر الجزائرية، منذ عدة سنوات، من ظاهرة اختطاف الأطفال، هذه الظاهرة التي تعتبر غريبة على المجتمع الجزائري عادت بقوة إلى واجهة الجرائم واكتسحت الشارع الجزائري مؤخرا خصوصا مع بزوغ وسائل الإعلام المرئية.